# Crackington Haven
Crackington Haven est un village des Cornouailles, en Angleterre. Le village fait partie de la paroisse civile de St Gennys.